# Matthew Centrowitz
Matthew Centrowitz (Beltsville, Maryland; 18 de octubre de 1989) es un atleta estadounidense, especialista en la prueba de 1500 m, con la que llegó a ser campeón olímpico en Río 2016.
Es hijo del dos veces atleta olímpico Matt Centrowitz, quien fue entrenador de atletismo en la American University. Su padre es de ascendencia mitad judía y mitad irlandesa, y su madre, Beverly (Bannister),  es de Guyana.

## Carrera deportiva
En el Mundial de Moscú 2013 gana la medalla de plata en los 1500 m, tras el keniano Asbel Kiprop, y tres años después, en las Olimpiadas de Río 2016 gana el oro en la misma prueba.